# 톈저우 1호
톈저우 1호(중국어: 天舟一号)는 톈저우 계열 무인 화물 우주선의 첫 우주선이다. 중국어로 톈저우는 "하늘의 배"라는 뜻이다. 톈저우 1호는 2017년 4월 20일 원창 위성발사센터에서 창정 7호 로켓에 실려 발사되어 이틀 후 톈궁 2호와 도킹에 성공했다. 이후 9월 22일 지상 통제 하에서 궤도를 벗어나 지구 대기권에 재진입했다.

## 구조
톈저우 1호는 톈저우 계열 우주선으로, 톈저우는 톈궁 1호의 구조를 기반으로 해 중국의 톈궁 우주정거장 재보급을 위해 개발된 화물 우주선이다. 총 길이는 9 m, 지름은 태양 전지 제외 3.35 m이며 앞부분의 화물칸과 뒷부분의 추진칸으로 나뉜다. 화물칸에는 톈궁 2호에 옮길 공기와 기타 화물이 실리며, 추진칸에는 정거장에 자동으로 보급시킬 연료가 실리고 태양 전지판이 있어 우주선 전체가 사용할 전기를 생산한다.
발사 후 톈저우 1호는 톈궁 2호와 자동으로 랑데부 및 도킹하며, 도킹 후에는 자동으로 연료와 공기를 정거장에 보충한다.

## 임무
톈저우 1호는 톈저우 계열 우주선의 시험선 역할을 했으며, 이후 지어질 톈궁 우주정거장에서 이루어질 연료 이동을 시험했다.

### 발사
톈저우 1호는 2017년 4월 20일 11시 41분(UTC, 현지 시각 19시 41분)에 원창 위성발사센터에서 창정 7호 로켓에 실려 성공적으로 발사되었다. 이 발사는 창정 7호의 두 번째 발사였으며, 톈저우 1호는 당시에 중국이 역대 발사한 우주선 중 가장 무거운 우주선이라는 기록을 세웠다.

### 궤도

#### 첫 번째 도킹
2017년 4월 22일 4시 16분(UTC), 톈저우 1호는 컴퓨터의 자동 도킹 절차를 통해 톈궁 2호와 도킹했으며, 약 5일에 걸쳐 톈궁 2호에 자동으로 연료를 재보급하는 실험을 진행했다. 톈저우 1호는 우주정거장에 최초로 도킹한 중국의 무인 화물우주선이었을 뿐만 아니라, 우주에서의 연료 보급 또한 성공했다.

#### 두 번째 도킹과 단독 비행
2달 후인 6월 15일에는 도킹 시험을 위해 톈궁 2호에서 분리한 후 5 km 거리까지 떨어진 후, 지상 관제소의 직접 통제 상태로 톈궁 2호에 다시 도킹했다. 도킹은 성공했고, 이로서 중국의 랑데부 및 도킹 기술이 완성되었다는 평가를 받는다.
이후 톈저우 1호는 2달 간 톈궁 2호와 도킹해 있다가, 분리하여 3달간 고도 390 km 궤도에서 과학 실험을 수행하였다. 이 시기에 큐브위성 비단길 1호(중국어: 丝路一号)를 우주선에서 분리하기도 하였다.

#### 세 번째 도킹 및 지구 재진입
9월 12일 톈궁 2호와 마지막 세 번째 도킹을 했으며, 통상 랑데부에서 도킹까지는 2일, 궤도 30바퀴가 소요되는데이 도킹은 6.5시간이 소요된 "빠른 도킹" 이었다.
9월 22일 톈저우 1호는 톈궁 2호에서 분리되어, 2번의 분사 후 지구 대기권에 재진입했다. 파편은 남태평양으로 떨어졌다.

## 같이 보기
- 톈저우 (우주선)
- 톈궁 2호
- 톈궁 우주정거장